# Ormosia frisoni
Ormosia frisoni là một loài ruồi trong họ Limoniidae. Chúng phân bố ở miền Tân bắc.